# Narcisse Yaméogo
Narcisse Yaméogo (Ouagadougou, 19 novembre 1980) è un ex calciatore burkinabé, di ruolo centrocampista.

## Palmarès

### Club

#### Competizioni nazionali
- Campionato senegalese: 2

Jeanne d'Arc: 2001, 2002
- Senegal Assemblée Nationale Cup: 1

Jeanne d'Arc: 2001